# Семюель Гор
Семюель Джон Герні Гор (Семюел Джон Герні Хор) (англ. Samuel John Gurney Hoare, 24 лютого 1880, Лондон — 7 травня 1959, Лондон) — британський розвідник, політик-консерватор, державний діяч 1920-х та 1930-х років.

## Біографія
Старший син сера Семюеля Гора, 1-го баронета. Навчався у лондонській елітарній школі Герроу та Новому коледжі Оксфордського університету. Після закінчення Університету 1903 року батько організував його призначення посаду помічника особистого секретаря Міністра у справах колоній Альфреда Літтелтона. 
У 1907 році був обраний до Ради Лондонського графства. 
У 1910 році обраний до Палати громад. 
Титул баронета, 2-й баронет, успадкував у 1915 році. 
Під час Першої світової війни Гор обіймав посаду в організації пов'язаній з призовом і одночасно займався вивченням російської мови.
В 1916 році отримав призначення в штат британської розвідувальної місії при Генштабі Імператорської армії в Петрограді. 
Здійснив поїздку до Росії в березні-червні 1916 року з метою оцінки роботи британської розвідки за завданням Директорату військової розвідки військового міністерства. У тому ж році відбулося присвоєння Гору звання підполковника, а 16 червня 1916 він отримав призначення від директора SIS Менсфілда Каммінга на посаду голови резидентури британської SIS в Петрограді. На цій посаді він змінив майора Торнхілла. У підпорядкуванні Гора перебував британський розвідник Освальд Райнер (1888-1961), якого ряд сучасних дослідників британських спецслужб називають організатором і прямим учасником вбивства Григорія Распутіна. Райнер, завдяки своїм особистим близьким стосункам із князем Юсуповим, служив сполучною ланкою резидентури SIS у Петрограді з високопоставленими змовниками, які мали намір вбити Распутіна. Крім Освальда Райнера до складу резидентури SIS входили: Кадберт Торнхілл, Джон Скейл, Стівен Еллей. Після поспішного від'їзду Хору з Росії у лютому 1917 року обов'язки глави резидентури виконував його заступник, майор Стівен Еллей (Stephen Alley).
За службу в роки війни нагороджений британським орденом Святого Михайла та Святого Георгія у ступеню Лицар-Командор.
Після відрядження в Росію Гор отримав підвищення й аж до закінчення війни у 1918 році, очолював резидентуру MI5 у Римі. Під його керівництвом працювали 100 офіцерів розвідки. Його основним завданням було надання впливу італійське уряд із єдиною метою продовження участі Італії у війні. За даними розсекречених у 2009 році архівів, британська розвідувальна служба SIS (MI5) налагодила контакти з Муссоліні, тоді 34-річним журналістом, редактором газети правого спрямування Il Popolo d'Italia, і з осені 1917 року надавала йому щотижневу фінансову підтримку. 100 фунтів. стерлінгів (еквівалент 6 тис. фунт. стерлінгів на тиждень за поточним курсом) в обмін на зобов'язання проходження лінії на участь у війні. Розпорядження про початок фінансування Муссоліні було віддано Гором після особистої зустрічі та розмови з об'єктом оперативної розробки.
У 1922-1929 роках був міністром ВПС Великобританії в уряді консерваторів, на цій посаді зробив внесок у створення британських ВПС. 
У 1931-1935 роках обіймав посаду державного секретаря Індії. У роки перед Хором стояла величезна за складністю завдання розробки та захисту у громадських дебатах нової індійської Конституції. Є архітектором індійської Конституції. До кінця терміну, як було підраховано, Гор дав відповіді на 15 тис. парламентських запитів, становив 600 промов для виступів, пропрацював 25 тис. сторінок звітів.
З 1935 року — міністр закордонних справ. Після початку Італо-Ефіопської війни спільно з французьким міністром закордонних справ Лавалем розробив проект угоди Гора-Лаваля про розподіл території Ефіопії між Італією та Ефіопією. Ця угода стала початком політики «умиротворення», проведеної урядом Болдуїна і пізніше Невіла Чемберлена, і об'єктивно працювало на здійснення гегемоністських планів Муссоліні щодо перетворення Ефіопії на колонію Італії. В результаті хвилі засудження по всьому світу, що піднялася, уряд Великобританії був змушений дистанціюватися від цього плану, що призвело до відставки Гора 18 грудня 1935 року.
Повернувся до уряду у червні 1936 року. 
У 1936-1937 роках — перший лорд Адміралтейства. 
У 1937-1939 роках — міністр внутрішніх справ в уряді Чемберлена. 
У 1939-1940 роках — лорд-охоронець друку. Як ключова фігура внутрішнього міністерського кола (англ. inner council) при Чемберлені, в середовищі якого дозрів задум Мюнхенського пакту, Гор залишався його послідовним захисником і зарекомендував себе як «умиротворювач» Німеччини, що остаточно підірвало його репутацію. 
Після початку Другої світової війни та вступу Черчілля на посаду прем'єр-міністра в 1940 році, парламентська діяльність Гора підійшла до завершення. 
У 1941-1944 роках — посол в Іспанії.
Був зроблений у пери, отримавши титул віконта Темплвуда. 
Помер у своєму будинку в Лондоні 7 травня 1959 року від серцевого нападу.